# Henning Müller
Henning Christian Gottfrid Müller, född 4 november 1896 i Tyska S:ta Gertruds församling, Stockholm  , död 6 maj 1980 i Västra Karups församling, Kristinastads län
, var en svensk tennisspelare som tävlade i  singel och dubbel i 1920 och 1924 års olympiska sommarspel. Han nådde bäst resultat i dubbeln, där han placerade sig på niondeplats 1920 med Olle Andersson, och femma 1924, med Charles Wennergren och Sigrid Fick.
I 1927 Wimbledon Championships förlorade han i första omgången i singel mot Craig Campbell.
I Sverige vann Müller totalt 15 SM-titlar, varav 3 singlar. Mest framgångsrik var han i mixad dubbel, där han tillsammans med Sigrid Frick vann 7 SM-titlar.